# Анук Еме
Никол Франсоаз Флоранс Драјфус (фр. Nicole Françoise Florence Dreyfus; Париз, 27. април 1932 — Париз, 18. јун 2024), позната као Анук Еме (фр. Anouk Aimée), била је француска глумица.

## Биографија
Анук је ћерка познатог француског глумца Анрија Драјфуса и француске глумице Женевив Соријаје. Своје детињство проводи у Паризу и у Барбезјеу Сент Илеру где је провела доста времена током првог светског рата. Како би избегла прогон и сакрила своје Јеврејско порекло, мења име и презиме у Франсоаз Дуран (фр. Françoise Durand). Њену лепоту приметио је познати француски редитељ Хенри Калеф током вечере у једном кинеском ресторану. Глумачку каријеру почиње са непуних 14. година.
Године 1966. заједно са Жан Луј Тринтињаном игра главну улогу у филму Један човјек и једна жена, француском играном филму из 1966. године у режији Клода Лелуша. За најбољу женску улогу у филму добија Награду Златни глобус и номинацију за Оскара.

## Приватан живот
Анук је била венчана три пута. Има једну ћерку и унуку. 1960-их била је у вези са француским песником, романописацем, драматичаром, сликаром, дизајнером, режисером и боксерским тренером Жаном Коктоом.

## Помоћ угроженим животињама
Анук је обожавала животиње што и показује њено дугогодишње улагање у спашавање и чување животиња. Била је дугогодишњи пријатељ Џејн Гудол, британског приматолога, етолога, антропола и најважнијег стручњака за шимпанзе на свету.

## Улоге

### 1940-е
- 1946 : La Maison sous la mer (на језику: француски)
- 1947 : La Fleur de l'âge (срп. свет младости)(на језику: француски) (незавршени филм)
- 1949 : Les Amants de Vérone (срп. љубавници из Вероне) (на језику: француски)
- 1949 : La Salamandre d'or (Golden Salamander) (на језику: француски)

### 1950-е
- 1951 : Conquête du froid (на језику: француски)
- 1951 : Nuit d'orage (Noche de tormenta) (на језику: француски и италијански)
- 1952 : La Bergère et le Ramoneur (на језику: француски)
- 1952 : Le Rideau cramoisi (на језику: француски)
- 1952 : L'Homme qui regardait passer les trains (на језику: француски и енглески)
- 1955 : Les Mauvaises Rencontres (на језику: француски)
- 1955 : L'amour ne meurt jamais (Ich suche dich) (на језику: француски и немачки)
- 1955 : Meurtre, drogue et compagnie (на језику: француски и енглески)
- 1956 : Nina (на језику: француски)
- 1956 : Stresemann (на језику: француски)
- 1957 : Tous peuvent me tuer (на језику: француски)
- 1957 : Pot-Bouille (на језику: француски)
- 1957 : Autour d'un film (на језику: француски)
- 1957 : Montparnasse 19 (на језику: француски)
- 1959 : Le Voyage (The Journey) (на језику: француски)
- 1959 : La Tête contre les murs (на језику: француски)
- 1959 : Les Dragueurs (на језику: француски)

### 1960-е
- 1960 : Quai Notre-Dame (на језику: француски)
- 1960 : La dolce vita (на језику: италијански)
- 1961 : Lola (на језику: француски)
- 1961 : Le Jugement dernier (Il Giudizio universale) (на језику: француски)
- 1961 : L'Imprévu (L'Imprevisto) de Alberto Lattuada (на језику: француски)
- 1961 : Sodome et Gomorrhe (Sodoma e Gomorra) (на језику: француски и италијански)
- 1961 : Le Farceur de Philippe de Broca :(на језику: француски)
- 1963 : Le Terroriste (Il terrorista) (на језику: француски)
- 1963 : Le Jour le plus court (Il giorno più corto) (на језику: француски)
- 1963 : Les Grands Chemins (на језику: француски)
- 1963 : Le Coq du village (Liolà) (на језику: француски)
- 1963 : Il successo de (на језику: француски)
- 1963 : Huit et demi (Otto e mezzo) (на језику: француски и италијански)
- 1964 : La Fugue (La fuga) (на језику: француски)
- 1964 : Le Sexe des anges (на језику: француски)
- 1965 : Le Scandale (Lo scandalo) (на језику: француски)
- 1965 : Les Saisons de notre amour (на језику: француски)
- 1965 : Il morbidone (на језику: француски)
- 1966 : Un homme et une femme (на језику: француски)
- 1966 : Vivre pour vivre (на језику: француски)
- 1968 : Un soir, un train de André Delvaux (на језику: француски)
- 1968 : Model Shop de Jacques Demy (на језику: француски)
- 1969 : Le Rendez-vous (The Appointment) de Sidney Lumet (на језику: француски)
- 1969 : Justine de George Cukor (на језику: француски)

### 1970-е
- 1976 : Si c'était à refaire de Claude Lelouch (на језику: француски)
- 1978 : Mon premier amour de Élie Chouraqui (на језику: француски)

### 1980-е
- 1980 : Le Saut dans le vide (на језику: француски)
- 1981 : La Tragédie d'un homme ridicule (на језику: француски)
- 1982 : Qu'est-ce qui fait courir David (на језику: француски)
- 1983 : Le Général de l'armée morte (на језику: француски)
- 1984 : Le Succès à tout prix (на језику: француски)
- 1984 : Viva la vie de Claude Lelouch (на језику: француски)
- 1986 : Un homme et une femme (на језику: француски)
- 1987 : Papa et moi (на језику: француски)
- 1988 : La Table tournante (на језику: француски)
- 1988 : Arriverderci e grazie (на језику: италијански)

### 1990-е
- 1990 : Béthune : the making of a hero de Phillip Borsos (на језику: енглески)
- 1990 : Il y a des jours... et des lunes de Claude Lelouch (на језику: француски)
- 1991 : L'Amour maudit de Leisenbohg de Edouard Molinaro (на језику: француски)
- 1993 : Rupture(s) de Christine Citti (на језику: француски)
- 1993 : Les Marmottes de Élie Chouraqui (на језику: француски)
- 1995 : Les Cent et Une Nuits (на језику: француски)
- 1995 : Prêt-à-porter (Ready to wear)(на језику: енглески)
- 1995 : Dis-moi oui (на језику: француски)
- 1995 : L'Univers (на језику: француски)
- 1996 : Hommes, femmes, mode d'emploi (на језику: француски)
- 1997 : Riches, belles, etc.(на језику: француски)
- 1999 : 1999 Madeleine (на језику: француски)
- 1999 : I Love L.A. (L.A. whitout a map) (на језику: енглески)
- 1999 : Une pour toutes (на језику: француски)

### 2000-е
- 2001 : Festival in Cannes (на језику: француски)
- 2003 : La Petite Prairie aux bouleaux (на језику: француски)
- 2004 : Ils se marièrent et eurent beaucoup d'enfants (на језику: француски)
- 2006 : De particulier à particulier (на језику: француски)
- 2009 : Celle que j'aime (на језику: француски)

### 2010-е
- 2010 : Ces amours-là (на језику: француски)
- 2010 : Paris Connections (на језику: француски)
- 2011 : Tous les soleils (на језику: француски)
- 2012 : Mince alors ! (на језику: француски)
- 2019 : Les Plus Belles Années d'une vie (на језику: француски)

## Телевизијске серије и филмови
- 1954 : Forever My Heart (на језику: француски) (филм)
- 1980 : Une page d'amour (на језику: француски) (филм)
- 1991 : L'Amour maudit (на језику: француски) (филм)
- 1997 : Solomon de Roger Young : (на језику: француски) (телевизијска серија)
- 2002 : L'Île bleue (на језику: француски) (филм)
- 2002 : Napoléon (на језику: француски) (телевизијска серија)